# Tęgoskór cytrynowy

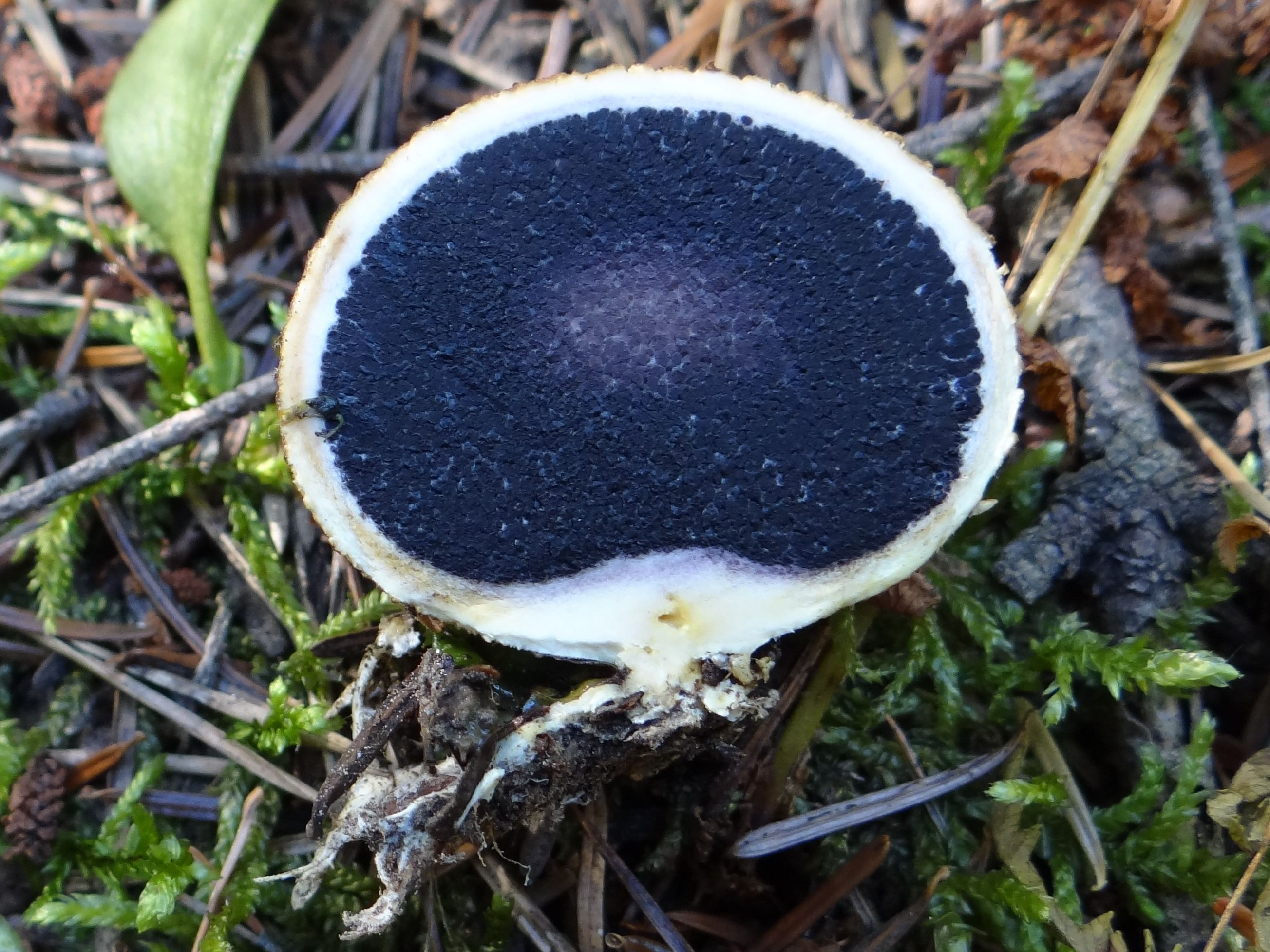
Przekrojony owocnik

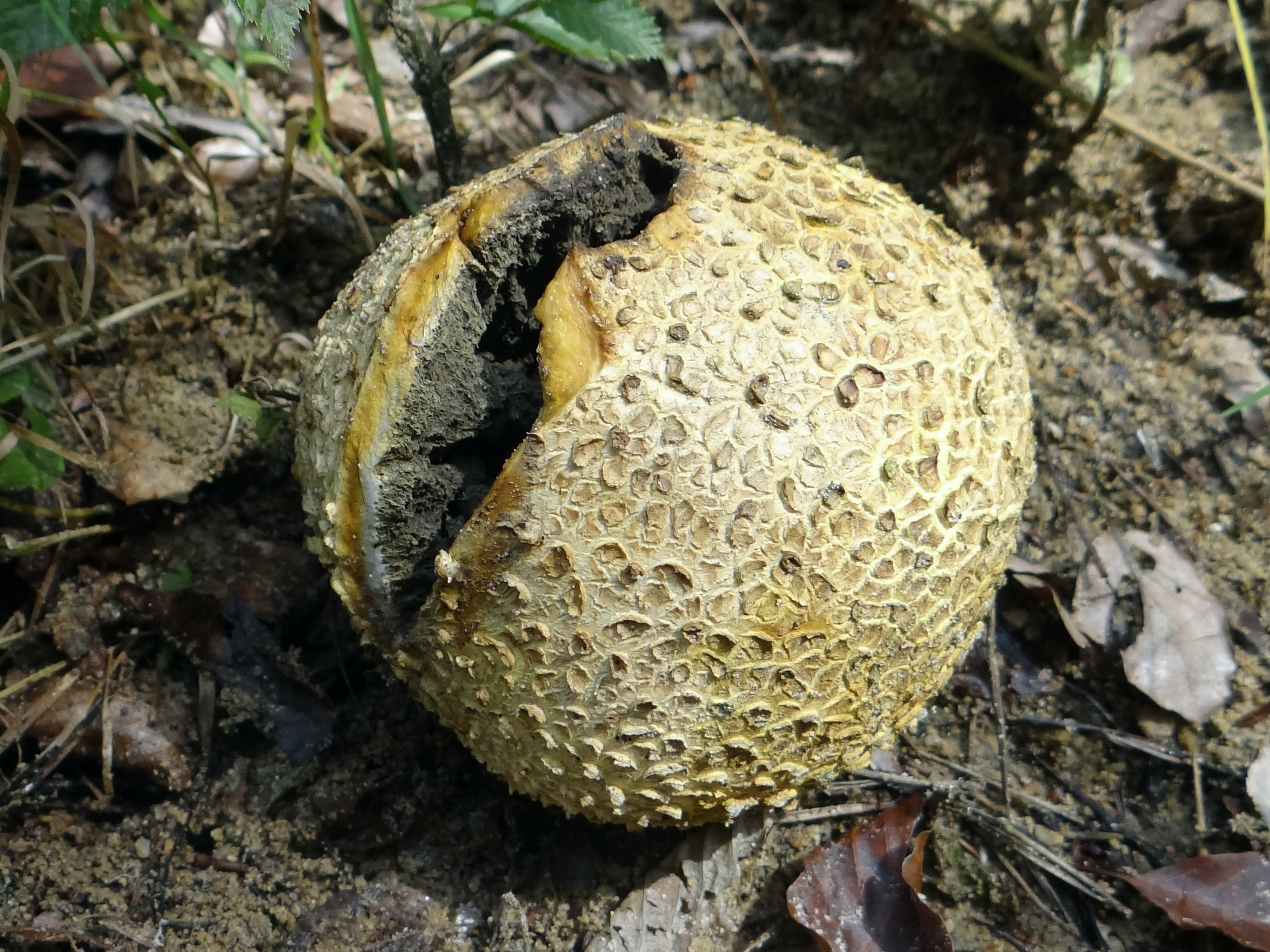
Dojrzały owocnik pęka

Tęgoskór cytrynowy (Scleroderma citrinum Pers.) – gatunek grzybów z rodziny tęgoskórowatych (Sclerodermaceae).

## Systematyka i nazewnictwo
Pozycja w klasyfikacji według Index Fungorum: Scleroderma, Sclerodermataceae, Boletales, Agaricomycetidae, Agaricomycetes, Agaricomycotina, Basidiomycota, Fungi.
Ma ponad 10 synonimów.
Nazwę polską nadał Władysław Wojewoda w 2000 r. W polskim piśmiennictwie mykologicznym gatunek ten opisywany był też pod nazwami tęgoskór pospolity, tęgoskór żółtawy i trufla fałszywa. Ma wiele regionalnych nazw: tęgoskór cuchnący, purchawka kartoflana, fałszywa trufla, kurzawka, bycze jaja. 
W dawnych systemach klasyfikacyjnych grzybów zaliczano go do klasy lub rzędu wnętrzniaków. 

## Morfologia
Owocnik
Nieregularnie kulisty, lub bulwiasty, bez trzonu, o średnicy do 10 cm i silnym korzennym zapachu. Jest twardy, ciężki i ma grube perydium. Powierzchnia perydium w barwie słomkowożółtej, ochrowożółtej lub żółtobrązowoochrowej, pokryta płaskimi brodawkami o wysokości 1,5–4 mm i zryta bruzdami schodzącymi się u podstawy owocnika. Tylko podstawa owocnika jest gładka. Wyrasta z niej sznur grzybni. 
Warstwa hymenialna (gleba) znajduje się wewnątrz perydium. Tylko u młodych owocników jest biała, wkrótce staje się żółtawozielonkawa, na koniec czarna z fioletowym odcieniem, poprzedzielana cienkimi, białymi włóknami włośni. Po dojrzeniu owocnik pęka uwalniając zarodniki.
Zarodniki
Kuliste, brązowe, z siateczkowatym urzeźbieniem, o średnicy 8–13 μm.

## Występowanie
W Ameryce Północnej, Europie i Azji jest szeroko rozprzestrzeniony, znacznie rzadszy w Ameryce Południowej, Afryce Północnej i Australii.  W Polsce jest pospolity.
Rośnie na ziemi w piaskach i kwaśnych glebach, na obrzeżach lasów, w parkach, także poza lasami; na pastwiskach, kamienistych terenach, torfowiskach, w zaroślach. Owocniki wytwarza od czerwca do listopada.

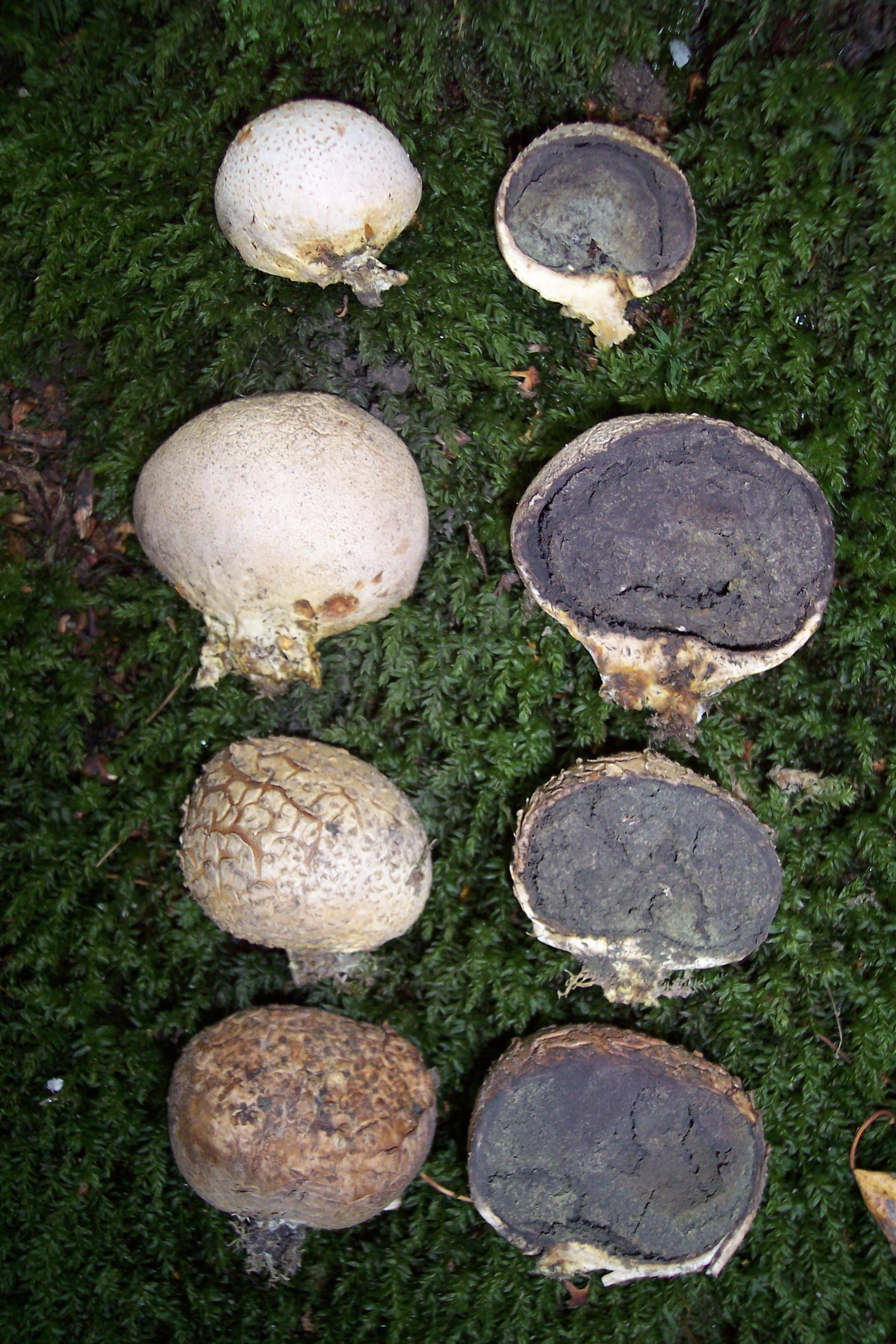
Etapy rozwoju owocnika

## Znaczenie
W małych ilościach jest nieszkodliwy i w niektórych regionach Europy bywa używany jako grzyb przyprawowy. Jednak zjedzony w większych ilościach może powodować zatrucia. Smakiem przypomina nieco trufle i z tego powodu nadaje się jako przyprawa do mięsa i do wędlin. Jednak używać można tylko młode, jeszcze wewnątrz białe grzyby a twardą okrywę należy zdjąć.

## Gatunki podobne
- tęgoskór brodawkowany (Scleroderma bovista) ma u podstawy owocnika wyraźną, dobrze rozwiniętą grzybnię przypominająca krótki korzeń[6].